# Collectio Arelatensis
Die Collectio Arelatensis (auch Epistolae Arelatenses oder Liber auctoritatum ecclesiae Arelatensis) ist eine Kanones-Sammlung, die Dekretalen verschiedener Päpste und andere Materialien enthält, die die gallische Kirche und vor allem Arles betreffen. Sie entstand kurz nach 557 und ist in drei Handschriften des 9. und 10. Jahrhunderts erhalten. Als Ursprungsort wird meist Arles angenommen, aber auch eine römische Heimat der Sammlung wurde vorgeschlagen.
Die Arelatensis ist eine der beiden wichtigsten Quellen für die Überlieferung der Briefe Pelagius’ I. (die andere ist die Collectio Britannica). Entstanden noch zu Lebzeiten des Papstes, enthält sie elf seiner Briefe in chronologischer Reihenfolge, möglicherweise ein Hinweis auf die Benutzung des Registers. Außerdem enthält die Arelatensis auch Briefe der Päpste Symmachus und Vigilius.
Die in der Arelatensis zusammengestellten Briefe heben die sehr weitgehenden Vorrechte der Bischöfe von Arles in der gallischen Kirche hervor. Im Mittelalter und in der Frühen Neuzeit war der Umfang dieser Vorrechte wiederholt Gegenstand von Kontroversen; insbesondere die Bischöfe von Vienne reklamierten entgegenstehende Vorrechte.
Die Sammlung wurde unter anderem von Agobard von Lyon, Florus von Lyon und Hinkmar von Reims benutzt.

## Edition
- Ed. Wilhelm Gundlach in MGH Epp. 3, S. 1–83 (Digitalisat).